# کوه دونوهو
کوه دونوهو (به انگلیسی: Donoho Peak) یک کوه در ایالات متحده آمریکا است که در Valdez–Cordova Census Area واقع شده‌است. کوه دونوهو ۲٬۰۴۰٫۹۷ متر بالاتر از سطح دریا واقع شده‌است.